# Gian Carlo Menotti
Gian Carlo Menotti (Cadegliano-Viconago, 7 de julho de 1911 — Montecarlo, 1º de fevereiro de 2007), foi um compositor italiano, naturalizado norte-americano.
Menotti foi autor, para a televisão, da ópera de Natal, "Amahl e os visitantes da noite".
Foi o fundador em 1958 do "Festival dos Dois Mundos" e, em 1977 da versão norte-americana deste festival, o "Spoleto Festival USA", em Charleston, Carolina do Sul.

## Biografia
Nascido em Cadegliano-Viconago, Italia, Menotti começou a escrever canções quando tinha 7 anos de idade e, aos 11 anos, escreveu libreto e música para a sua primeira ópera, A morte de Pierrot. Começou a sua aprendizagem formal em Milão, no Conservatório Verdi, em 1923.
Depois da morte do seu pai, Menotti foi com a mãe para os Estados Unidos  e ingressou no Curtis Institute of Music de Filadélfia, (Pensilvânia), onde teve diversos  colegas célebres, tais como  Leonard Bernstein e Samuel Barber. Este último se tornou um companheiro para a vida e para o trabalho, sendo Menotti o mentor do libreto da mais famosa ópera de Barber, Vanessa, premiada em 1958 no Metropolitan Opera. Foi no "Curtis Institute of Music" que escreveu a sua primeira ópera madura, Amelia al Ballo (com texto da sua autoria, em italiano). The Island God e The Last Savage  foram as outras únicas óperas que escreveu em italiano, sendo que todas as restantes foram escritas em inglês. Menotti escreveu os libretos de todas as suas óperas. Seus trabalhos de maior sucesso foram escritos nas décadas de 1940 e 1950.

## Composições
Ele escreveu os libretos para duas das óperas de Samuel Barber: Vanessa e A Hand of Bridge, e reviu Antony and Cleopatra. "Amelia" teve tal sucesso que a NBC encomendou uma ópera para radio; "The Old Maid and the Thief" foi o primeiro trabalho deste género alguma vez escrito. Depois disso escreveu um ballet, "Sebastian" (1944), e um concerto para piano (1945) antes de regressar à ópera com The Medium e The Telephone, or L'Amour à trois.
A sua primeira ópera longa, The Consul, foi premiada em 1950; ganhou o Prémio Pulitzer de Música e o "New York Drama Circle Critics' Award" como musical do ano (o último em 1954). Em 1951, Menotti escreveu a sua amada ópera de Natal Amahl and the Night Visitors para o "Hallmark Hall of Fame". Era a primeira ópera alguma vez escrita para televisão, e estreou na noite de Natal de 1951. Foi um sucesso tão grande que se tornou uma tradição anual, de Natal.
Menotti recebeu um segundo Prémio Pulitzer pela sua ópera "The Saint of Bleecker Street" em 1955.
Em 1958, Menotti fundou o Festival dos Dois Mundos em Spoleto, Italia; em 1977 fundou o "Spoleto Festival USA" em Charleston, Carolina do Sul.
Deixou "Spoleto USA" em 1993 para assumir a direcção do Teatro dell'Opera di Roma. Em 1984 Menotti foi agraciado com o Kennedy Center Honor pelo contributo dado às artes. Além de compor óperas com os seus próprios textos, com temas da sua escolha, Menotti produziu a maior parte dos seus trabalhos.
Depois de ele e Samuel Barber terem vendido "Capricorn", a sua casa em Westchester County, Nova York, acredita-se que Menotti teve uma longa relação íntima com o maestro Thomas Schippers (1930-1977). Barber morreu em 1981.
Menotti escreveu vários ballets, e numerosos corais; destes, o mais notável é a cantata The Death of the Bishop of Brindisi, escrito em 1963. Escreveu também um concerto para violino, sinfonias, e um espectáculo de palco, The Leper. De qualquer forma, foi no campo da ópera que ele deu o seu mais notável contributo para a vida cultural americana. Passou a maior parte dos últimos anos com o seu filho adoptivo Chip e com a família deste numa mansão em Lammermoor, na Escócia.
Menotti morreu aos 95 anos, em Montecarlo.

## Influências
A sua influência estende-se para além do domínio da música clássica contemporânea, uma vez que a "pop-star" internacional Laura Branigan ("Gloria", "How Am I Supposed To Live Without You") confiou em Menotti como seu orientador vocal em vários álbuns das décadas 1980 e 1990.

## Cronologia
- Amelia al Ballo (1937)
- The Old Maid and the Thief, ópera radiofónica (1939)
- The Island God (1942)
- The Medium (1946)
- The Telephone, or L'Amour à trois (1947)
- The Consul (1950)
- Amahl and the Night Visitors, ópera televisiva (1951)
- The Saint of Bleecker Street (1954)
- The Unicorn, the Gorgon, and the Manticore (1956)
- Maria Golovin (1958)
- Labyrinth (ópera televisiva) (1963)
- The Last Savage (1963)
- Martin's Lie (1964)
- Help, Help, the Globolinks! (1968)
- The Most Important Man (1971)
- Tamu-Tamu (1973)
- The Egg (1976)
- The Hero (1976)
- The Trial of the Gypsy (1978)
- Chip and his Dog, uma encomenda da CCOC (1979)
- La Loca (1979)
- A Bride from Pluto (1982)
- The Boy Who Grew Too Fast (1982)
- Goya (1986)
- The Wedding (Giorno da Nozze) (1988)
- Goya [rev.] (1991)
- The Singing Child (1993)

(Fonte: usopera.com)

## Livros
Por Menotti
- Amahl and the Night Visitors: Vocal Score. G. Schirmer, Inc, 1986. ISBN 0-88188-965-2.
- The Telephone: Vocal Score. G. Schirmer, Inc, 1986. ISBN 0-7935-5370-9.
- The Medium: Vocal Score. G. Schirmer, Inc, 1986. ISBN 0-7935-1546-7.

Sobre Menotti
- Wlaschin, Ken. Gian Carlo Menotti on Screen: Opera, Dance and Choral Works on Film, Television and Video. McFarland & Company, 1999. Library Binding: ISBN 0-7864-0608-9
- Gruen, John. Menotti: A Biography. Hardcover. Macmillan Pub Co, 1978. ISBN 0-02-546320-9.